# Эскалаторная школа
Эскалаторная школа (яп. エスカレーター学校 esukareitā gakkō) (также  (яп. エスカレーター校 esukareitā kō) и  (яп. エスカレータ校 esukareita kō)) — школа, предлагающая обучение от младших или средних классов (или даже от детского сада) до университета. Эскалаторные школы так называются, потому что ученики проходят в следующий класс без вступительных экзаменов. Многие западные школы так устроены, однако эскалаторные школы популярней в Японии, чем в других странах.
Эскалаторные школы часто используются в аниме и манге, так как они являются быстрым, лёгким и реалистичным способом объяснить, почему персонажи разных возрастов знакомы друг с другом.